# تاريخ علاقات اليابان الخارجية
تاريخ العلاقات الخارجية اليابانية يتناول العلاقات الدولية من ناحية الدبلوماسية والاقتصاد والشؤون الاقتصادية من نحو 1850 إلى 2000. كانت المملكة شبه منعزلة قبل خمسينيات القرن التاسع عشر، وكانت لها اتصالات محدودة عبر التجار الهولنديين. كان إصلاح ميجي ثورة سياسية رفعت قيادة جديدة متحمسة لتبني تقنيات الغرب وتنظيمه. اعتنت حكومة طوكيو برصد التفاعلات الخارجية وضبطها. أعادت الوفود اليابانية إلى أوروبا المعايير الأوروبية، التي طُبقت على الحكومة والاقتصاد على نطاق واسع. ازدهرت التجارة باتساع القطاع الصناعي الياباني.
تم تبني الإمبريالية والاستعمارية الأوروبية، وفي أواخر القرن التاسع عشر غلبت اليابان الصين، واستحوذت على مستعمرات عديدة، منها أوكيناوا وفورموزا. أدهشت البراعة العسكرية اليابانية العالم في 1904–1905، عندما انتصرت انتصارًا حاسمًا على روسيا واعتُرف بقوتها عالميًّا. استمرت إمبرياليتها إذ سيطرت على كوريا، وبدأت الزحف إلى منشوريا. وحليفها الوحيد كان بريطانيا العظمى. في الحرب العالمية الأولى انضمت إلى الحلفاء، واستولت على ممتلكات ألمانية عديدة في الصين والمحيط الهادئ. شدت الضغط على الصين، لكن الصين قاومت.
كان النظام السياسي الرسمي في اليابان ديمقراطيًّا، لكن الجيش سيطر عليها تدريجيًّا. في ثلاثينيات القرن العشرين شكلت السياسةَ الخارجية العناصرُ العسكرية الانفصالية في منشوريا. انتقدت عصبة الأمم استحواذ اليابان على منشوريا في 1931، فانسحبت. انضمت إلى حلفاء المحور، لكن لم يَقم بين البلدين تعاون وثيق حتى 1943. شنت اليابان على الصين حربًا شاملة في 1937، مستحوِذة على مراكز اقتصادية كبيرة بسجلّ فظائع طويل. كان في الصين ومنشوريا نظامان دُميتان مسؤولان شكليًّا فقط. خابت آمال اليابان في مواجهاتها العسكرية ضد الاتحاد السوڤييتي، فولّت انتباهها نحو الجنوب. في 1941 بلغ قطْع الإمدادات النفطية الضرورية ذروته بالضغوط الاقتصادية التي فرضتها أمريكا وبريطانيا وهولندا. أعلنت اليابان الحرب، وفي ثلاثة شهور حققت انتصارات هائلة ضد البلدان الثلاثة، إلى جانب مواصلتها محاربة الصين. عجز الاقتصاد الياباني عن دعم الحرب الشاملة، خصوصًا بعد تطور البحرية الأمريكية. بحلول 1944 كانت اليابان في وضع دفاعي، ومع انهيار «منطقة شرق أسيا الكبرى للرفاهية المتبادلة» كانت بحريتها قد تدمرت، وبدأ القصف الأمريكي يدكّ المدن اليابانية الكبرى. جاءت الضربة الأخيرة في أغسطس 1945 بإلقاء قنبلتين ذريتين أمريكيتين وغزو روسي. استسلمت اليابان واحتلها الحلفاء، الولايات المتحدة على الخصوص. أُعيد بناء النظام الاقتصادي والسياسي على أساس ديمقراطي أكبر، وانعدام القوة العسكرية، وإضعاف الشركات الاحتكارية التقليدية.
كان دور اليابان في الشؤون الدولية صغيرًا جدًّا في أواخر أربعينيات القرن العشرين، لكن اقتصادها انتعش لأسباب منها أنْ صارت قاعدة إمدادات في الحرب الكورية. صارت سياسة عدم التدخل محور السياسة اليابانية الخارجية، هي والنمو السريع جدًّا لصادراتها الصناعية. بحلول تسعينيات القرن العشرين وصلت اليابان –بِثَاني أكبر اقتصاد في العالم بعد أمريكا– إلى ذروتها واستقرت اقتصاديًّا. حافظت على علاقتها الوثيقة بالولايات المتحدة التي حمتها عسكريًّا. اتّجرت معها كوريا الجنوبية والصين وبلدان أخرى بغرب المحيط الهادئ على نطاق واسع، لكن بلا غفران لفظائع الحرب.

## إصلاح ميجي
منذ إصلاح ميجي في 1868، ذلك الإصلاح الذي أسس لنظام مركزي جديد، أخذت اليابان «تجمع الحكمة من العالم كله»، وباشرت برنامجًا طموحًا للإصلاح عسكريًّا واجتماعيًّا وسياسيًّا واقتصاديًّا، طورها في بضع سنين إلى دولة قومية متقدمة وقوة عالمية. كانت أوليغاركية ميجي على علم بالتقدم الغربي، «فأرسلت بعثات» لتشرُّب ما أمكن من ذلك التقدم. كانت بعثة إواكورا أهم تلك البعثات، قادها إواكورا تومومي وكيدو تاكايوشي وأوكوبو توشيميتشي، وتألفت من 48 عضوًا، واستمرت عامين (1871–1873) من جولات في الولايات المتحدة وأوروبا، ودراسة لكل جوانب الدول الحديثة، كالمؤسسات الحكومية والمحاكم وأنظمة السجون والمدارس والاستيراد والتصدير والمصانع وأحواض صنع السفن ومصانع الزجاج والمناجم وغير هذا كثير. بعد انتهاء البعثة نادى أعضاؤها بإصلاحات داخلية لمساعدة اليابان على مجاراة الغرب.